# SATB

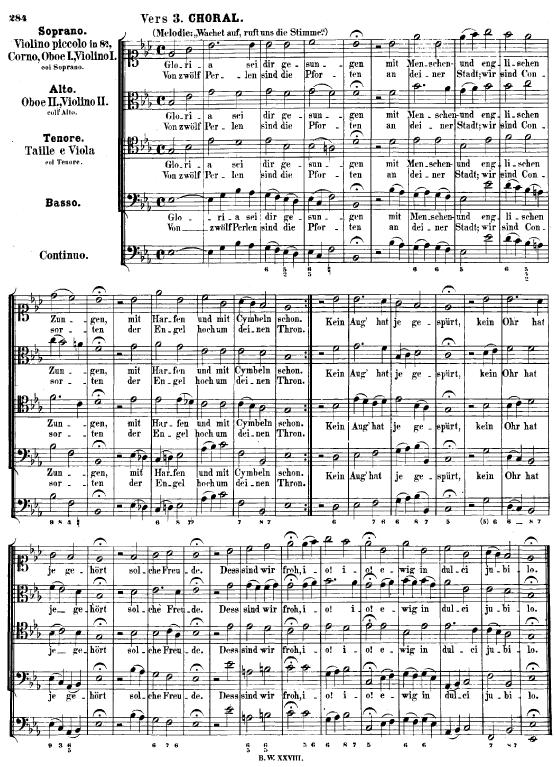
Partitura coral con las 4 voces: SATB (Cantata BWV 140 de Bach)

SATB es un acrónimo de soprano, contralto, tenor, bajo. El acrónimo se usa para la clasificación de coros según la composición de sus voces. Las piezas escritas para esta combinación de voces puede ser cantada tanto por coros mixtos o por coros de niños y hombres adultos. 
SATB también se puede referir a varios tipos de grupos instrumentales, tales como un cuarteto de saxofón compuesto por un saxofón soprano, un saxofón alto, un saxofón tenor y un saxofón barítono. 
Otra variante común es el SATTB, donde el 'tenor más bajo' es usualmente clasificado como barítono. 
Una pieza marcada como SATB div. denota que sus partes individuales pueden separarse en algún punto, pero no tanto como para considerar que pertenecen a otra parte. 
Muchas piezas no corales son escritas usando el SATB, por lo general con fugas, entre otras El arte de la fuga y la Ofrenda musical de Bach.